# 倫茨 (喬治亞州)
倫茨（英語：Rentz）是一個位於美國喬治亞州勞倫斯縣的城鎮。

## 地理
倫茨的座標為32°23′03″N 82°59′30″W / 32.38417°N 82.99167°W，而該地的平均海拔高度為94米（即308英尺）。

## 人口
根據2010年美國人口普查的數據，倫茨的面積為2.70平方千米，當中陸地面積為2.70平方千米，而水域面積為0.00平方千米。當地共有人口295人，而人口密度為每平方千米109人。